# Magyarország erdőtársulásai
Magyarország erdőtársulásai között klímazonális, intrazonális és azonális jellegűek egyaránt előfordulnak.

## Csoportosításuk
Magyarország erdőtársulásait a különböző szerzők némileg eltérően csoportosítják.
1. Borhidi Attila, 2003: Magyarország növénytársulásai c. műve szerint:
1.1. lomblevelű erdők négy társulástani osztállyal:
- folyóparti füzesek (Salicetea purpureae Moor 1958),
- láperdők és lápcserjések (Alnetea glutinosae Br.-Bl. & Tx. ex Westhoff & al. 1946),
- mezofil lombos erdők (Querco-Fagetea Br.-Bl. & Vlieger in Vlieger 1937 em. Borhidi 1996),
- szubmediterrán és szubkontinentális xeroterm erdők (Quercetea pubescentis (Doing 1955) Scamoni & Passarge 1959).

1.2. tűlevelű erdők és rokon társulások három társulástani osztállyal:
- xeroterm fenyvesek (Erico-Pinetea I. Horvat 1959),
- kontinentális xeroterm fenyvesek (Pulsatillo-Pinetea Oberd. in Oberd. et al. 1967)
- hegyvidéki tűlevelű erdők (Vaccinio-Piceetea Br.-Bl. in Br.-Bl. et al. 1939).

1.3. Haszonfaültetvények és származéktársulásaik egy társulástani osztállyal:
- akácosok (Robinetea Jurko ex Hadač & Sofron 1980).

2. Turcsányi Gábor, Turcsányiné Siller Irén, 2005: Növénytan c. műve szerint:
- tatár juharos lösztölgyesek (Aceri tatarico-Quercetum)
- cseres-tölgyesek (Quercetum petreae-cerris)
- gyertyános-tölgyesek (Querco petreae-Carpinetum)
- bükkösök
- fenyvesek
- talajvíz által befolyásolt intrazonális erdők
- A talaj fizikai vagy kémiai tulajdonságai által befolyásolt erdőtársulások
- szubmediterrán jellegű tölgyesek és elegyes karszterdők
- kontinentális jellegű tölgyesek
- sziklai és a törmeléklejtő-erdők

3. Kevey Balázs: Magyarország erdőtársulásai c. műve szerint:
1. divízió: Európai lombhullató erdők (mérsékelt égövi lombhullató erdők; Querco-Fagea Jakucs, 1967)
1.1. folyóparti bokorfüzesek és puhafás ligeterdők (Salicetea purpureae Moor, 1958) osztálya
1.2. mocsári és lápi fás társulások (Alnetea glutinosae Br.-Bl. & Tx. ex Westhoff & al. 1946) osztálya,
1.3. üde lomberdők (Querco-Fagetea Br.-Bl. & Vlieger in Vlieger 1937 em. Borhidi 1996) osztálya,
1.4. európai szubmediterrán és szubkontinentális száraz erdők (Quercetea pubescentis-petreae (Oberd 1948.) Jakucs, 1960) osztálya.
2. divízió: tűlevelű erdők (Abieti-Piceea Hadač 1967)
2.1. alpesi és nyugat-balkáni xeroterm fenyvesek (Erico-Pinetea I. Horvat 1959) osztálya,
2.2. szubkontinentális-kontinentális, mészkedvelő erdeifenyvesek (Pulsatillo-Pinetea Oberd. in Oberd. et al. 1967) osztálya,
2.3. mészkerülő és lápi tűlevelű erdők (Vaccinio-Piceetea Br.-Bl. in Br.-Bl. et al. 1939) osztálya
Amint látható, a több művet közösen is publikáló Borhidi és Kevey felosztása csaknem azonos; a nyugat-európai nomenklatúrához jól illeszkedik. Csekély tartalmi különbség csak a száraz erdők besorolásánál van; egyebekben a fő eltérés a taxonok magyar megnevezése. Kevey a haszonfaültetvényeket és származéktársulásaikat nem tekinti erdőtársulásoknak. Az általa (is) használt „divízió” cönológiai kategóriát a nyugat-európai nomenklatúra nem vette át.

## Klímazonális társulások

### Cseres-tölgyes
A cseres-tölgyes (Quercetum petreae-cerris) Magyarország legelterjedtebb erdőtársulása; az összes erdőterület mintegy harmadán nő. Jellemzően 250–450 m-rel a tengerszint felett, meleg, meglehetősen száraz mikroklímában alakul ki. Lombkoronaszintjének két fő faja a csertölgy és a kocsánytalan tölgy. Mindkét faj gyökérzete meglehetősen terjedelmes, ezért a fák egymástól távol állnak. Mivel még lombkoronájuk is ritkás, az erdő alja is világos, és a cserje- és a gyepszint egyaránt gazdag. Leggyakoribb cserjéi:
- galagonya,
- kökény,
- vadrózsa,
- fagyal,
- som.

### Gyertyános-tölgyesek
Erdőségeink negyede gyertyános-tölgyes (Querco petreae-Carpinetum). A cseres-tölgyesekénél hűvösebb, párásabb mikroklímában, rendszerint 400–600 m-rel a tengerszint felett nő. A tölgyek alatt második lombkoronaszintet alkot a kevésbé fényigényes gyertyán. Ennek a szintnek jellemző elegyfái a vadcseresznye és a hárs. A két lombkoronaszint miatt az erdő belsejébe kevesebb fény jut, ezért a cserjeszint fejletlen. Gyepszintje, kora tavasszal a lombfakadás előtt színpompás. Jellemző lágyszárúak:
- odvas keltike,
- hóvirág,
- ibolya,
- salátaboglárka,
- bogláros szellőrózsa;

ezek a hagymás-gumós növények a lombfakadás előtt hajtanak ki és virágoznak. Később termést érlelnek, majd föld feletti hajtásuk elszárad. A tápanyagokat föld alatti raktározó szerveikben halmozzák fel, ezekből hajtanak ki a következő évben. A tavaszi virágszőnyeget nyárra a bükkösökére emlékeztető, kevesebb fajból álló aljnövényzet váltja fel.

### Bükkösök
Jellemzően több mint 600 m-rel a tengerszint felett nőnek a bükkösök; hazánkban e termőhelyek a leghűvösebbek és a legpárásabbak. A bükk gyökérzete a több csapadék miatt a tölgyekénél kevéssé terjedelmes, a fa pedig idősebb korában fényigényes, ezért az erdő lombkoronaszintje zárt. Mivel lombfakadás után az erdő belsejébe nagyon kevés fény jut, a fejletlen cserjeszint jóformán fiatal, az árnyékot még jól tűrő növendék fákból áll. A lombfakadás előtt nyíló hagymás–gumós növényeket később az árnyékot kedvelő, illetve tűrő fajok követik, például:
- madársóska,
- páfrányok,
- mohák.

## Fenyvesek
Hazánkban természetes, őshonos fenyvesek a nyugati határszélen, az Alpokalján találhatók. A fenyők fényigénye nagy, a sűrűn növő fenyőerdő belsejébe nagyon kevés fény jut. A lassan bomló fenyőtűk elsavasítják a talajt. Ezeket a szélsőséges körülményeket kevés növény tűri, ezért az aljnövényzet minden szintje gyér, fajszegény. A gyepszintben:
- páfrányok,
- mohák,
- áfonyák és
- gombák

fejlődnek.